# Charles-Christophe Malhiot
Charles-Christophe Malhiot, né le 11 octobre 1808 à Verchères (Bas-Canada) et mort le 9 novembre 1874 à Pointe-du-Lac (Québec) est un médecin, un seigneur et un homme politique québécois.

## Biographie
Charles-Christophe Malhiot est le fils de François-Xavier Malhiot et le petit-fils de François Malhiot.
Après avoir étudié au collège de Montréal, il apprit la médecine avec le docteur Robert Nelson. En 1833, il exerça la médecine auprès du 33 bataillon du comté de Saint-Maurice, puis épousa en 1835 la fille de Nicholas Montour, seigneur de Pointe-du-Lac et député de Saint-Maurice. Il s'établit à Pointe-du-Lac en 1835.

### Seigneur
Copropriétaire de la seigneurie de Contrecœur avec son père et ses frères depuis 1819, il hérita de celle de Verchères en 1854 et de celle de Pointe-du-Lac en 1865.

### Homme politique
Bien que favorable aux Patriotes, il ne participa pas à la rébellion de 1837-1838. En 1859, il devint maire de Pointe-du-Lac, puis conseiller législatif (1862-1867). En 1867, il fut nommé au sénat canadien et y siégea jusqu'à sa mort pour le Parti libéral du Canada.